# Тронгса (дзонгхаг)

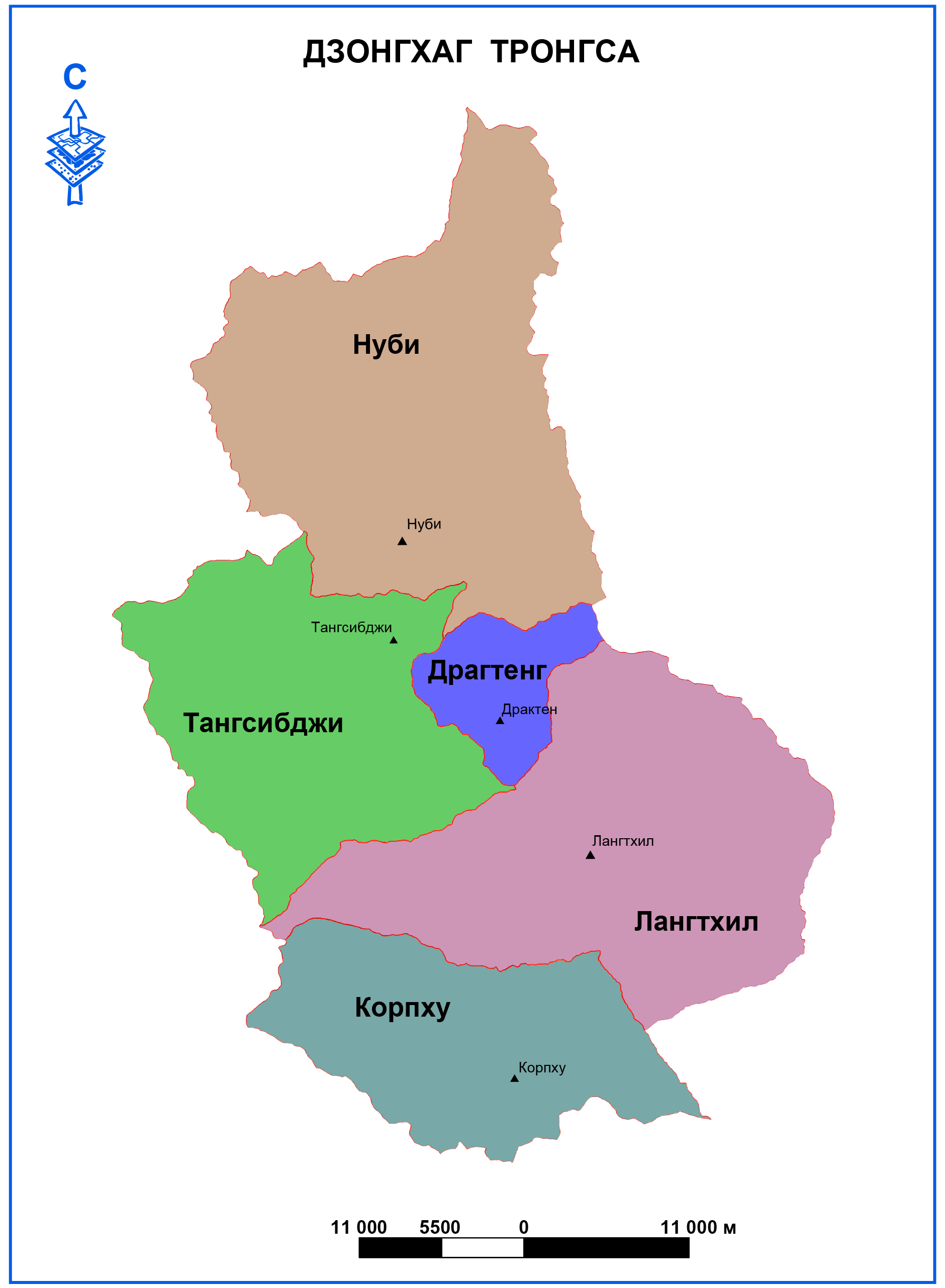
Гевоги дзонгхагу Тронгса

Тронгса (дзонґ-ке ཀྲོང་གསར་རྫོང་ཁག་, Вайлі Krong-gsar rdzong-khag) — дзонгхаг у Бутані, відноситься до Південного дзонгдею. Адміністративний центр — Тронгса.
В Тронгса знаходиться географічний центр Бутану. Адміністрація розташовується в фортеці Тронгса-дзонг.

## Адміністративний поділ
До складу дзонгхагу входять 5 гевогів:
- Драгтенг
- Корпху
- Лангтхіл
- Нубі
- Тангсібджі

Тронгса (дзонгхаг)
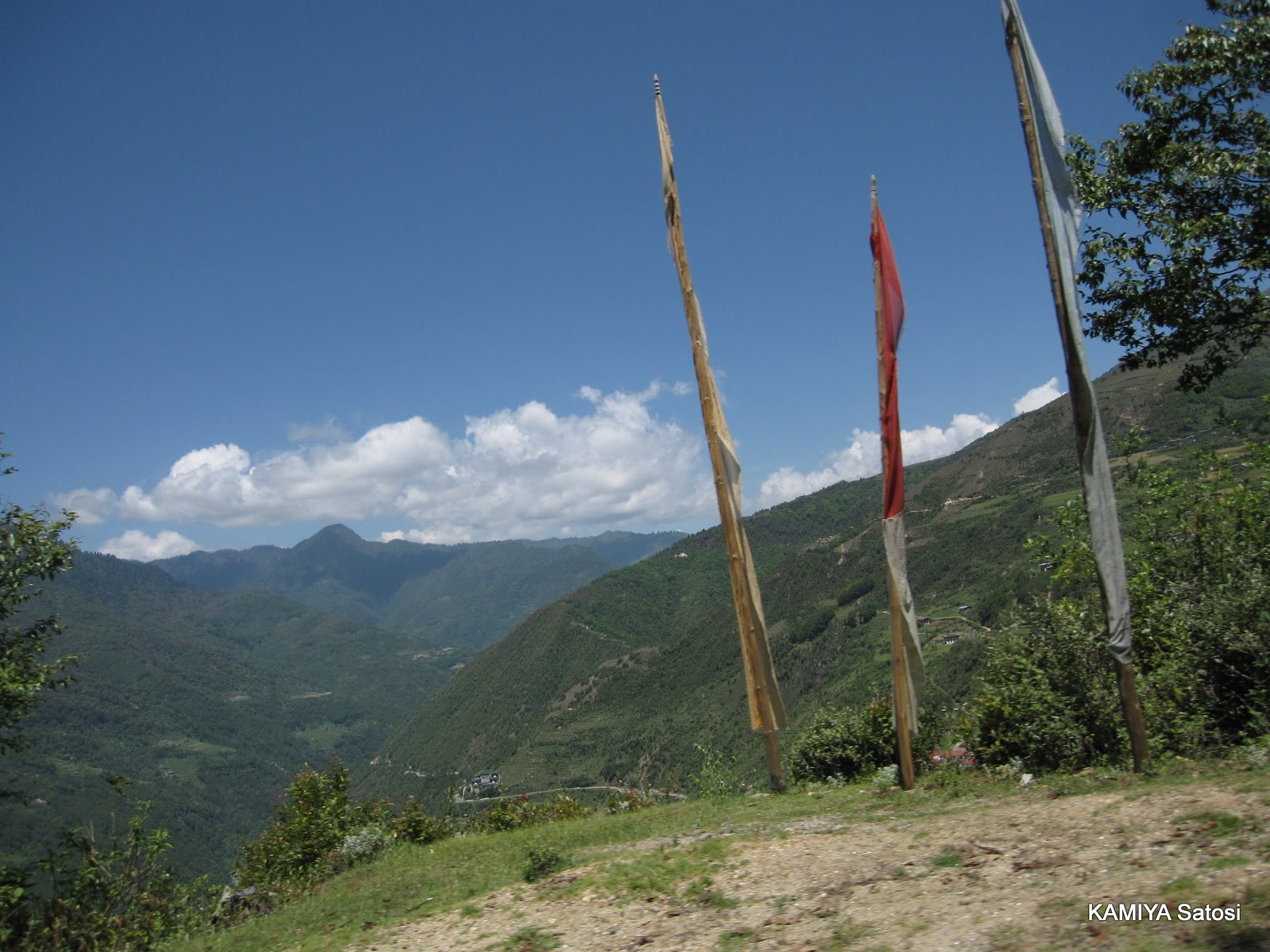
Краєвид біля Тронгса
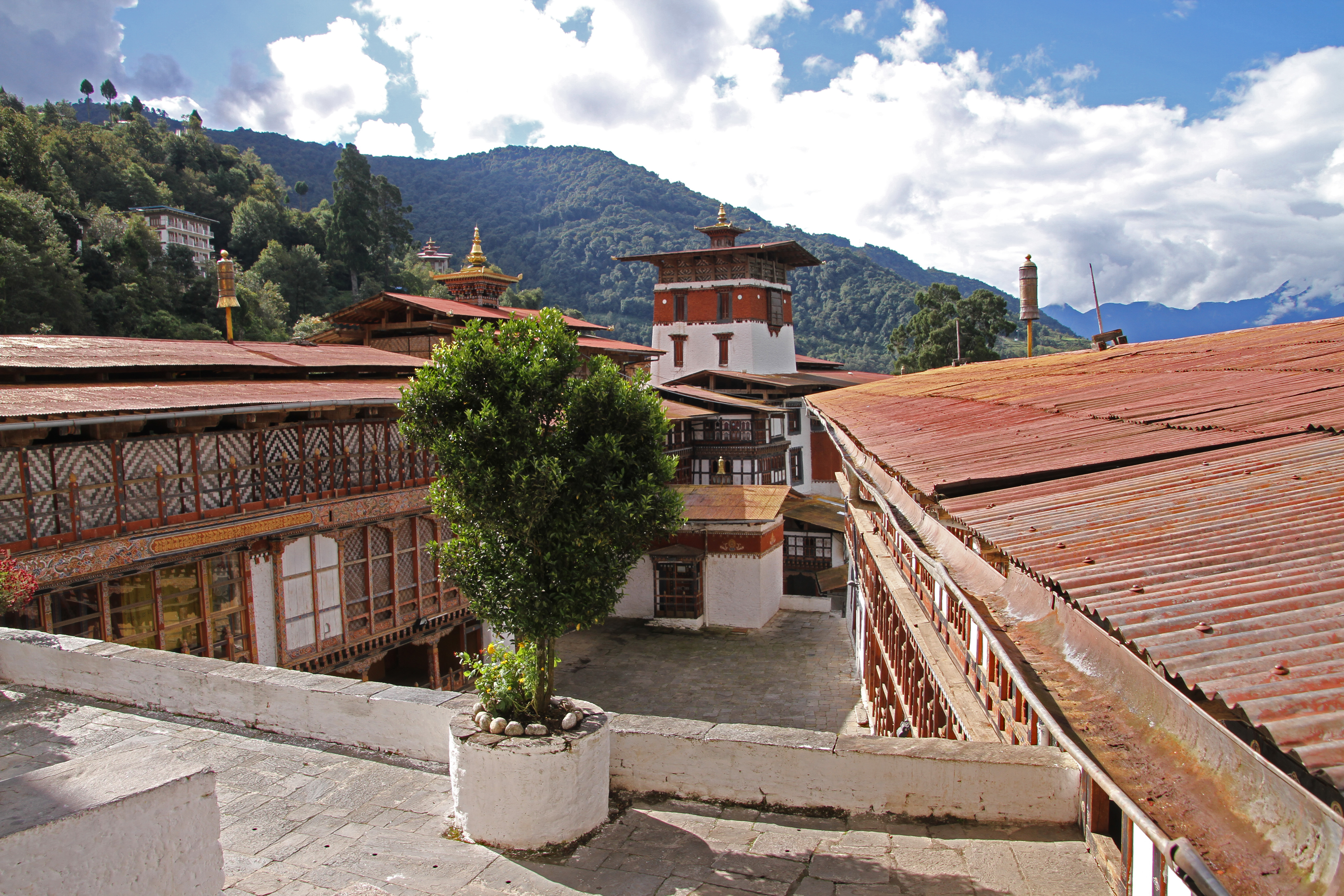
Тронгса-дзонг
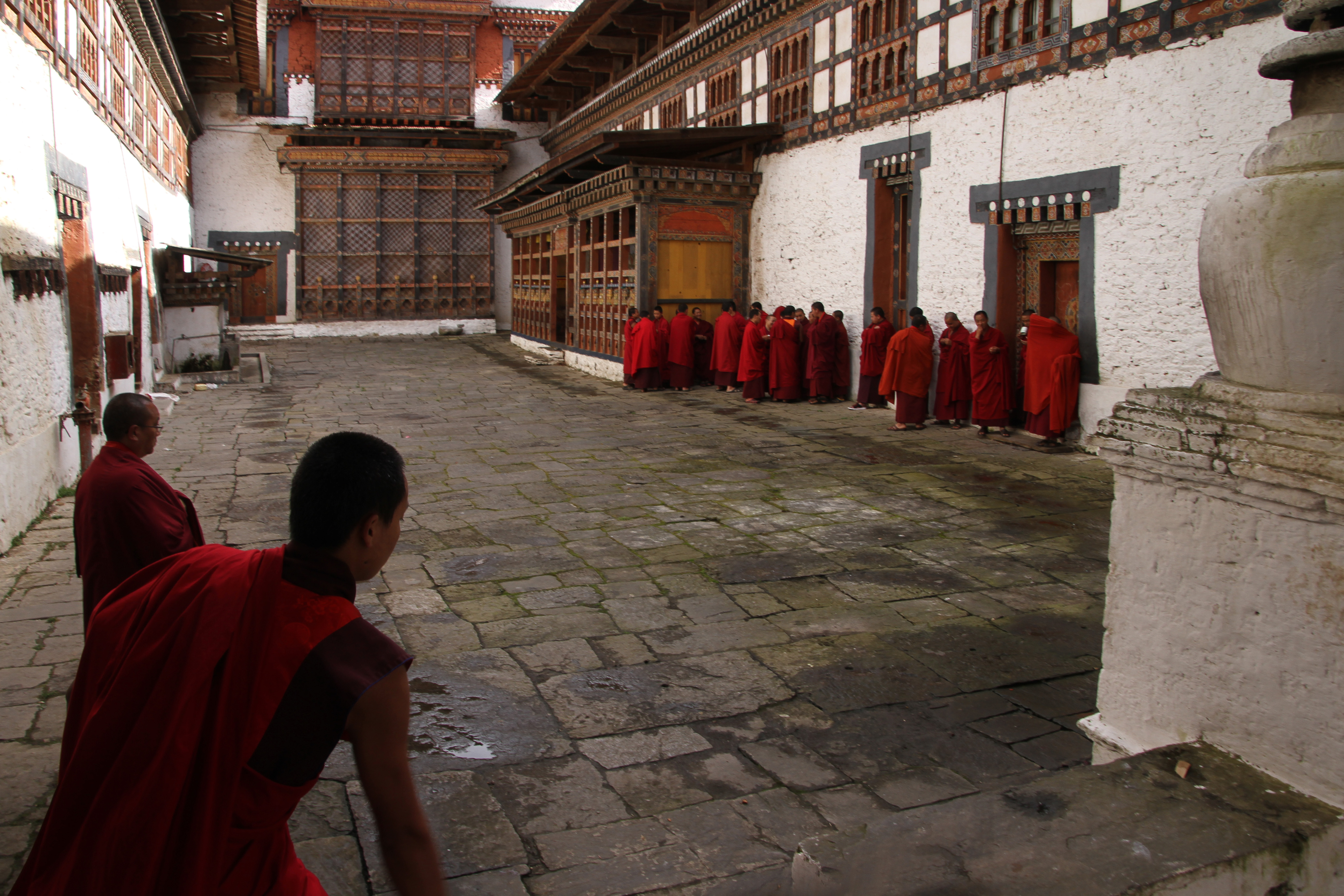
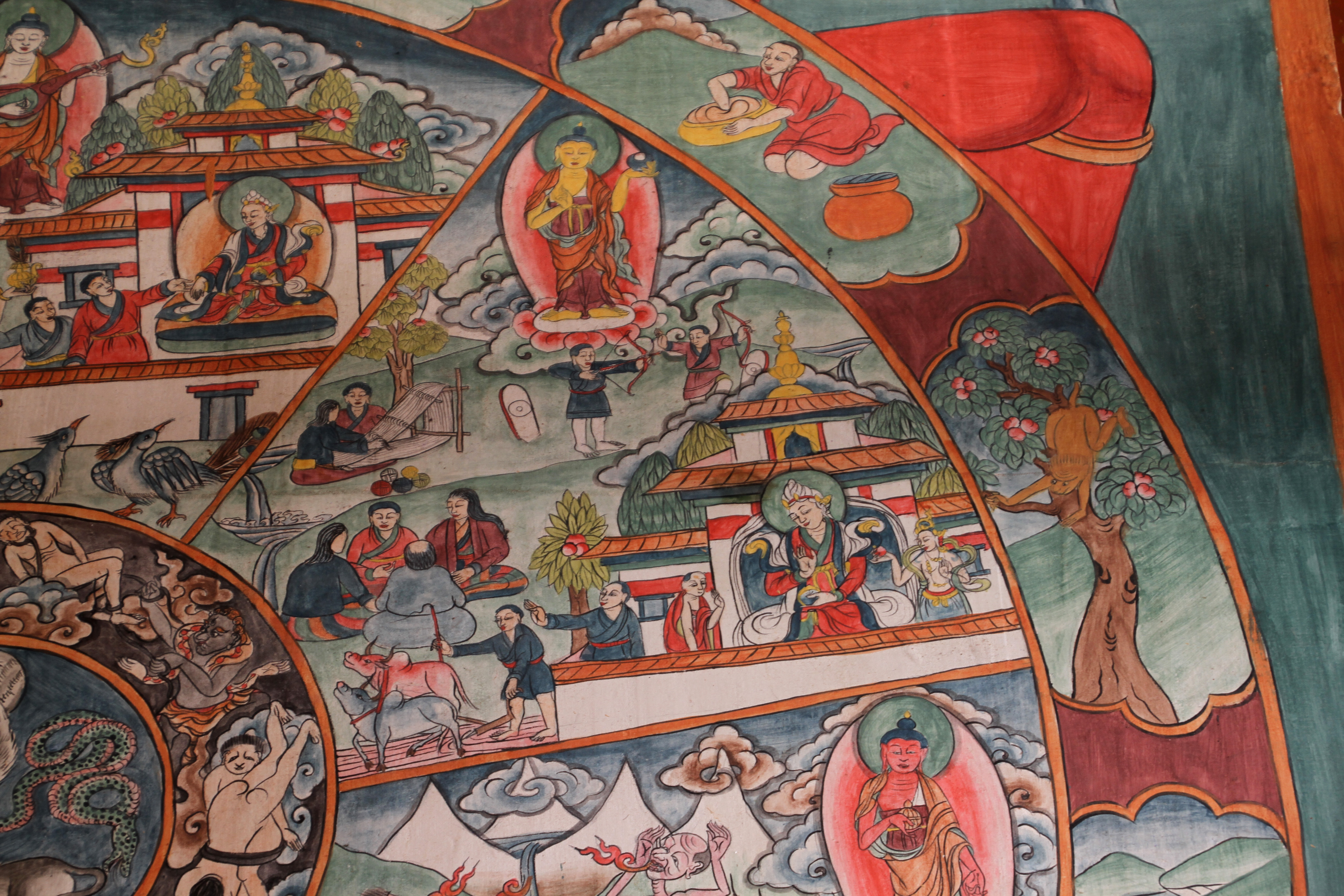
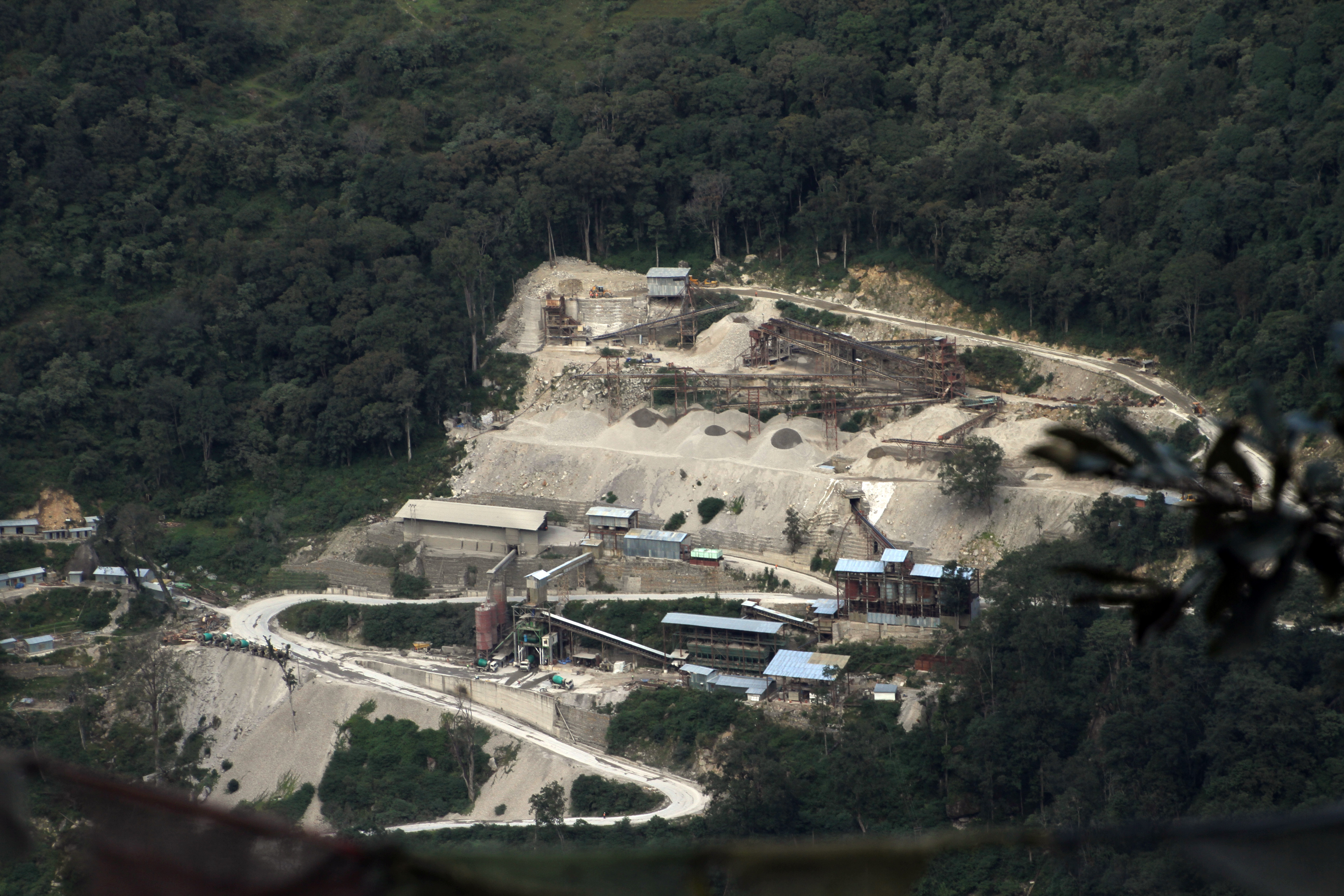
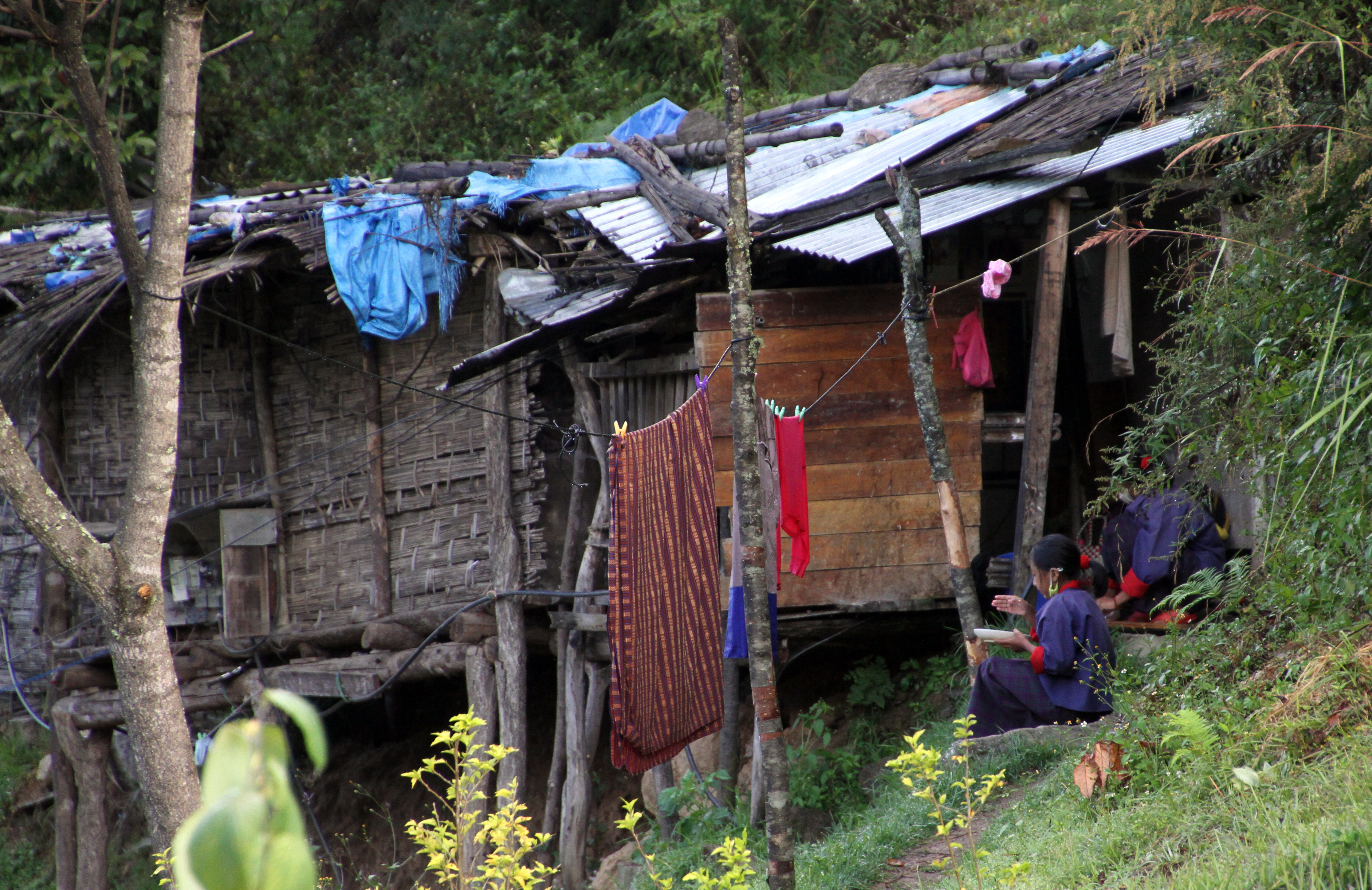